# Новосёлки (Калинковичский район)
Новосёлки (бел. Навасёлкі) — деревня в Капличском сельсовете Калинковичского района Гомельской области Беларуси.

## География

### Расположение
В 25 км на север от Калинкович, 16 км от железнодорожной станции Холодники (на линии Жлобин — Калинковичи), 147 км от Гомеля.

### Гидрография
На востоке река Ипа (приток реки Припять) и мелиоративные каналы.

## Транспортная сеть
Транспортные связи по просёлочной, затем автомобильной дороге Калинковичи — Бобруйск. Планировка состоит из 2 параллельных между собой, ориентированных с юго-востока на северо-запад улиц (одна длинная, вторая короткая). Застройка двусторонняя, деревянная усадебного типа.

## История
По письменным источникам известна с XVIII века как деревня в Мозырском повете Минского воеводства Великого княжества Литовского. Действовала Петропавловская церковь (в ней хранились метрические книги с 1792 года).
После 2-го раздела Речи Посполитой (1793 год) в составе Российской империи. В 1818 году построено новое деревянное здание церкви. В ней находилась местночтимая икона святого Николая. Согласно переписи 1897 года действовали церковь, церковно-приходская школа, хлебозапасный магазин, конная мельница, 2 ветряные мельницы.
С 20 августа 1924 года до 21 октября 1968 года центр Новосёлковского сельсовета Озаричского, с 8 июля 1931 года Мозырского, с 12 февраля 1935 года Домановичского, с 20 января 1960 года Калинковичского района Мозырского (до 26 июля 1930 года и с 21 июня 1935 года до 20 февраля 1938 года) округа, с 20 февраля 1938 года Полесской, с 8 января 1954 года Гомельской областей.
В начале 1920-х годов открыта начальная школа, которая в 1930-х годах преобразована в 7-летнюю (в 1935 году 247 учеников). В 1929 году организован колхоз «Авангард», работали 3 ветряных мельницы, кузница. Во время Великой Отечественной войны в боях за деревню и окрестности погибли 260 советских солдат (похоронены в братской могиле в восточной части деревни). 121 житель погиб на фронте. Согласно переписи 1959 года в составе совхоза «Капличи» (центр — деревня Капличи), располагались 9-летняя школа, библиотека, фельдшерско-акушерский пункт, отделение связи.

## Население

### Численность
- 2004 год — 139 хозяйств, 274 жителя.

### Динамика
- 1795 год — 28 дворов.
- 1850 год — 62 двора, 444 жителя.
- 1897 год — 111 дворов, 657 жителей (согласно переписи).
- 1908 год — 140 дворов, 992 жителя.
- 1925 год — 251 двор.
- 1959 год — 799 жителей (согласно переписи).
- 2004 год — 139 хозяйств, 274 жителя.